# Andrzej Skworz
Andrzej Skworz (ur. 27 maja 1963 w Poznaniu) – polski dziennikarz i wydawca, założyciel dwumiesięcznika „Press”.

## Życiorys
Urodził się 27 maja 1963 w Poznaniu, gdzie ukończył filozofię na Uniwersytecie im. Adama Mickiewicza.
Pracę w mediach rozpoczął jako dziennikarz miesięcznika „W Drodze”. Od 1989 był jednym z redaktorów tego miesięcznika. W 1990 współtworzył poznańską redakcję „Gazety Wyborczej”, gdzie przez pięć lat był redaktorem naczelnym oraz dyrektorem oddziału. Na skutek protestu dziennikarzy redakcji został zwolniony w grudniu 1994. Następnie kierował nowo powstałym ogólnopolskim tygodnikiem „Fortuna”, który miał powstać w miejsce upadłego tygodnika „Miliarder”, wydawanego przez grupę Invest-Bank Piotra Bykowskiego. W 1995 założył miesięcznik „Press”, zostając jednocześnie jego właścicielem i redaktorem naczelnym. Pierwszy numer tego czasopisma ukazał się 15 lutego 1996. Jest także inicjatorem konkursu „Grand Press” na Dziennikarza Roku (od 1997). Od 2002 jest również właścicielem serwisu Presserwis.
Wspólnie z Andrzejem Niziołkiem był redaktorem wydanej przez „Znak” w 2010 Biblii dziennikarstwa (kilkusetstronicowego przewodnika po dziennikarskich specjalnościach, którego autorami było ponad 60 osób). Jest członkiem poznańskiego oddziału Klubu Rotariańskiego.
W tekstach dziennikarskich oskarżany był o mobbing i inne działania przemocowe.

## Życie prywatne
Był żonaty, ma dwóch synów. Mieszka w Poznaniu. W latach 20. XXI wieku jego partnerką życiową była Weronika Mirowska kierująca Fundacją Grand Press, oraz wiceszefowa spółek Press i Presserwis.